# Assembleias de Agricultores
Assembleias de Agricultores (em estoniano: Põllumeeste Kogud) foi um partido político conservador na Estônia. Liderado por Konstantin Päts, foi um dos partidos governantes durante a maior parte do período entre guerras.

## História
A Liga Rural (Maarahva Liit) foi formada em 1917 após um artigo no jornal Postimees por membros da Sociedade Central dos Agricultores do Sul da Estônia, que apelou à população rural para formar grupos políticos para se representar. O novo partido publicou o jornal Maaliit. Nas eleições para a Assembleia Provincial, mais tarde no ano, a Liga recebeu 22% dos votos e emergiu como o maior partido na Assembleia, detendo 13 dos 62 assentos.
Após as eleições, o partido tornou-se parte do Bloco Democrático, juntamente com o Partido Democrático Estoniano e o Partido Democrático Radical Estoniano. O Bloco recebeu cerca de 23% dos votos nas eleições da Assembleia Constituinte de fevereiro de 1918, que foram canceladas. Na época, a Liga estava considerando convidar o exército alemão para ocupar a Estônia para afastar os bolcheviques russos. Konstantin Päts juntou-se então à Liga para impedir que esta ideia fosse implementada e tornou-se seu líder.
Nas eleições para a Assembleia Constituinte de 1919, a Liga teve um desempenho ruim, conquistando apenas oito das 120 cadeiras e terminando em quarto lugar. O governo do Partido Trabalhista da Estônia posteriormente promulgou reformas agrárias radicais que redistribuíram terras para agricultores sem terra. Esta política foi contestada pela Liga Rural, que viu um grande aumento de apoio nas eleições de 1920 entre os novos proprietários de terras que se tinham deslocado para a direita após os seus ganhos. Os resultados fizeram com que a Liga terminasse em segundo lugar, com 21 dos 100 assentos no Riigikogu, e Päts se tornou Chefe de Estado.
Em 1921, o partido foi reorganizado e renomeado para Assembleias dos Agricultores, com o jornal Maaliit renomeado para Kaja. Em 1923, uma cisão fez com que alguns membros liberais deixassem o partido para formar o Partido dos Colonos. Nas eleições de 1923, o partido se tornou o maior do Riigikogu, conquistando 23 assentos. Päts permaneceu como Chefe de Estado.
Nas eleições de 1926, o partido manteve suas 23 cadeiras. Embora o Partido Socialista dos Trabalhadores da Estônia tenha se tornado a maior facção no Riigikogu, o membro das Assembleias de Agricultores, Jaan Teemant, permaneceu como Chefe de Estado, tendo assumido o cargo em dezembro de 1925. O partido permaneceu como a segunda maior facção no Riigikogu após as eleições de 1929, nas quais conquistou 24 assentos. Entretanto, Otto Strandman, do Partido Trabalhista, conseguiu formar um governo.
Antes das eleições de 1932, o partido fundiu-se com o Partido dos Colonos para formar a União dos Colonos e Pequenos Agricultores, com o novo partido a ganhar 42 dos 100 assentos.
Em 1933, uma grande facção conservadora das Assembleias de Agricultores deixou a União para restabelecer o partido. As atividades dos partidos políticos foram suspensas em 6 de março de 1935, mas durante a ocupação soviética o partido continuou exilado na Suécia.